# Heterocampa nigra
Heterocampa nigra är en fjärilsart som beskrevs av Ralph L. Chermock 1927. Heterocampa nigra ingår i släktet Heterocampa och familjen tandspinnare. Inga underarter finns listade i Catalogue of Life.